# ديو سلطان روملو

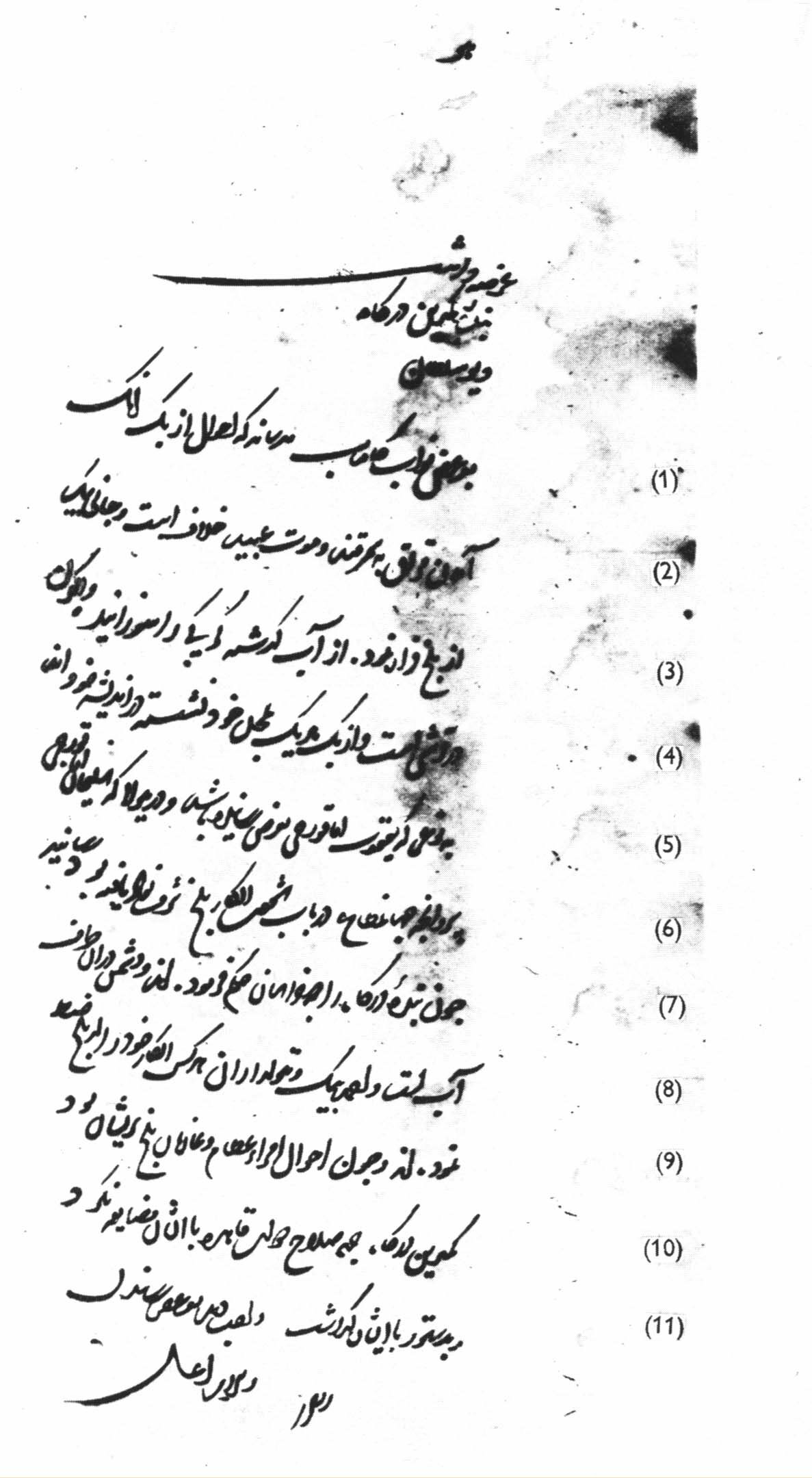
رسالة فارسية من ديو سلطان يخبر فيها الشاه إسماعيل الأول عن الأوزبك ويصحح التقرير الذي يفيد بأن الكازاخستانيين وصلوا إلى سمرقند وأن عبيد قد توفي. هرب جاني بايج من بلخ، وعبر النهر، ونهب كركي، وهو الآن في قرشي. كاتب الوثيقة يؤدي واجبه في خراسان. يعود تاريخها إلى عام 1510-1511

ديو سلطان روملو (بالفارسية: ديوسلطان روملو) كان قائدًا عسكريًا وسياسيًا تركمانيًا من عشيرة روملو، إحدى قبائل القزلباش السبع الرئيسية التي قدمت قوات خاصة للحرس الصفوي. في الفترة من 1516 إلى 1527، شغل منصب حاكم مقاطعة إيريفان (المعروفة أيضًا باسم تشوخور سعد). من عام 1524 إلى عام 1527، كان وصيًا قويًا على الشاه طهماسب الأول، الذي كان قاصرًا آنذاك. كان السلطان روملو يقيم في الصيف في وادي لار في جبال ألبرز. قُتل في صراع على السلطة في عام 1527.